# Emich Carl zu Leiningen
Emich Carl zu Leiningen (ur. 27 kwietnia 1763 w Bad Dürkheim, zm. 4 lipca 1814 w Amorbach) – niemiecki szlachcic, drugi książę zu Leiningen, syn Carla Friedricha Wilhelma zu Leiningen (bawarskiego szlachcica i wysokiego rangą oficera), ojciec Karla zu Leiningen (niemieckiego arystokraty i polityka).

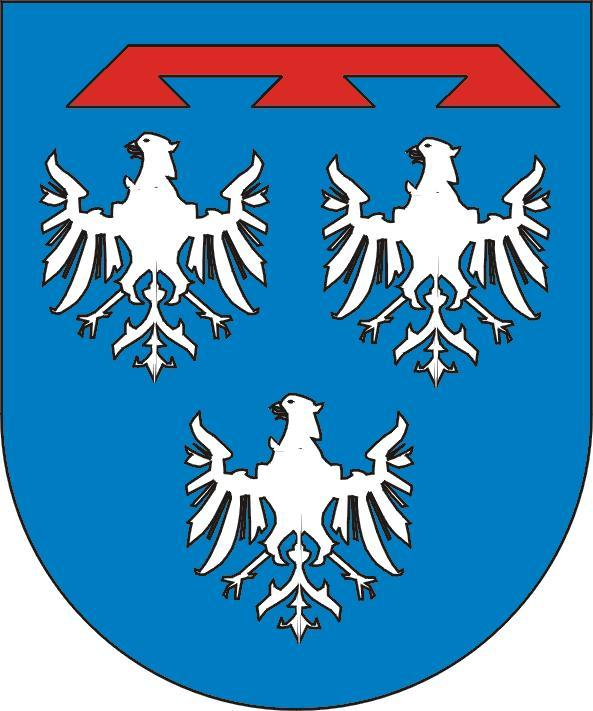
Herb rodziny zu Leiningen

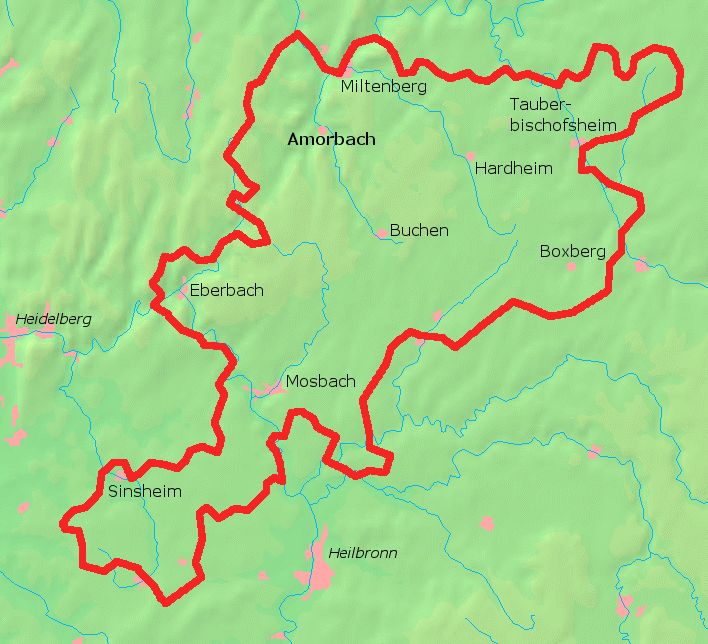
Księstwo Leiningen

Odbudował pozycję swojej rodziny po stratach terytorialnych w wyniku wojen napoleońskich i Kongresie Wiedeńskim. Po wielu zmianach stworzył swoje księstwo na bazie ziem biskupstwa Moguncji (Amorbach, Miltenberg, Eberbach i Tauberbischofsheim), Würzburga (Grünsfeld, Hardheim i Lauda) oraz Palatynatu (Boxberg i Mosbach). Będąc wyznania ewangelickiego objął rządy nad obszarem ok. 1600 km², zamieszkanym przez ok. 90 tys. mieszkańców, w większości katolików. Zaś jego księstwo – po wielu perturbacjach – znalazło się ostatecznie pod zwierzchnią władzą Królestwa Bawarii.
Jako siedzibę obrał Amorbach, gdzie zbudował swoją rezydencję. Oprócz tego założył park romantyczny i zwierzyniec w miejscu, gdzie później jego syn postawił nową siedzibę rodu – Waldleiningen.
4 lipca 1787 ożenił się z Henriettą (1767–1801), córką grafa Henryka XXIV Reuss von Lobenstein zu Ebersdorf. Para miała syna, który zmarł w wieku 7 lat:
- Fryderyk Karol Henryk Ludwik (1793–1800).

Henrietta odeszła rok po synu Fryderyku, mając 34 lata.
21 grudnia 1803 zawarł kolejny związek małżeński z młodszą o 23 lata księżniczką Wiktorią von Sachsen–Coburg–Saalfeld (1786–1861). Z tego małżeństwa narodziło się dwoje dzieci:
- Karol Fryderyk Wilhelm (1804-1856), trzeci książę Leiningen, znany polityk niemiecki Wiosny Ludów
- Anna Feodora Augusta (1807-1872), żona Ernsta I księcia zu Hohenlohe–Langenburg

Emich Carl zmarł w 1814, mając 51 lat. Wdowa po nim wyszła za mąż za angielskiego księcia Edwarda Augusta i została matką królowej Wiktorii.